# Nina Deuss
Nina Deuss is een Nederlands actrice. Ze studeerde aan de Toneelschool in Maastricht en later bij onder andere Frans Strijaards.

## Filmografie
- 1996 - Zoë - Secretaresse
- 1996 - Baantjer: De Cock en de moord op de broeder van het bloed - Josine van Berkel
- 1997 - All Stars - Jacqueline
- 1997 - Karakter
- 1998 - Loenatik: Junglekoorts - Paulette Oldenhuis tot Nijenburg
- 1999 - Baantjer: De Cock en de moord op de schandknaap - Mirjam de Nijs
- 2003 - De Band - Lisa ten Bokel
- 2006 - Man & Paard - Receptioniste
- 2007 - Grijpstra & De Gier: Kat en muis - Amber
- 2015 - Moordvrouw
- 2018 - Flikken Maastricht: Zaad - Connie Uitenbroeck
- 2022 - Flikken Rotterdam